# Uzi (rapper 1999)
Uzi, pseudonimo di Mervin Mvulu Bundu (Fontainebleau, 8 settembre 1999), è un rapper francese di origine congolese.

## Biografia
Mervin Mvulu Bundu nasce a Fontainebleau, nel dipartimento della Senna e Marna, in una famiglia di origine congolese, e cresce nella vicina Noisiel. Nei 2015 pubblica i suoi primi freestyle su YouTube, ma in seguito essi vengono rimossi.

## Carriera
Pubblica i suoi primi singoli ufficiali tra il 2018 e il 2020, facendosi notare grazie a brani come Tmax noir, Akrapovitch 5, Téco e Matiti, ma arriva al successo presso il grande pubblico con il singolo À la fête, uscito nel giugno 2020, che arriva al decimo posto della classifica dei singoli, e viene certificato disco di diamante nel 2021. Il 19 febbraio 2021 viene reso disponibile il suo primo album in studio, Cœur abimé, che ottiene un buon successo commerciale.
Nel 2022 pubblica i singoli Rotterdam, in collaborazione con Oboy, T'abuses, con Timal e ISK, e Barksdale, che anticipano il secondo album, Meilleur qu'hier, pubblicato il 24 giugno, contenente 17 brani e i featuring di Booba, Soolking e Lynda. Dopo aver pubblicato alcuni singoli nel 2023, come Joe Frazier, Pélican e Akrapo 7, il 21 giugno 2024 esce il suo terzo album, dal titolo Sur le chemin, con ospiti come Zed, Naza, SDM, Guy2Bezbar, JKSN, Ronisia, Lacrim e Baby Gang.

## Discografia

### Album in studio
- 2021 – Cœur abimé
- 2022 – Meilleur qu'hier
- 2024 – Sur le chemin